# 16524 Hausmann
16524 Hausmann è un asteroide della fascia principale. Scoperto nel 1991, presenta un'orbita caratterizzata da un semiasse maggiore pari a 2,4345280 UA e da un'eccentricità di 0,1271114, inclinata di 1,30114° rispetto all'eclittica.